# Greyscale
Greyscale (englisch für ‚Graustufen‘) ist das achte Studioalbum der deutschen Synthie-Pop-Band Camouflage.

## Entstehung und Artwork
Alle Stücke des Albums wurden von Volker Hinkel, Oliver Kreyssig, Heiko Maile, Marcus Meyn und Jochen Schmalbach komponiert; wobei Hinkel und Schmalbach mit nur drei bzw. fünf Kompositionen am wenigsten mitwirkten. Produziert wurden alle Lieder gemeinsam von Volker Hinkel, Heiko Maile, Jochen Schmalbach. Gemastert wurde das Album unter der Leitung von Sven Geiger. Das Album wurde unter dem Musiklabel Bureau B veröffentlicht. Auf dem braun-grau gehaltenen Cover des Albums ist – neben Künstlernamen und Liedtitel – eine Masse leicht angedeuteter/durchsichtiger Menschen, auf einem Acker gehend, zu sehen. Die Fotografie stammt von Klaus Mellenthin; das Artwork von Christian Küpker.

## Veröffentlichung und Promotion
Die Erstveröffentlichung von Greyscale fand am 6. März 2015 in Deutschland, Österreich und der Schweiz statt. Das Album besteht aus 13 neuen Studioaufnahmen. Neben der regulären Albumveröffentlichung folgte zeitgleich die Veröffentlichung einer limitierten „Deluxe Edition“. Diese beinhaltet neben dem regulären Album eine zusätzliche 180 g Vinylplatte, die insgesamt elf Titel des Albums beinhaltet und einen Download-Link. Auf der Vinylplatte fehlen die Stücke  Greyscale  und Light Grey. Auf der Webpräsenz von jpc.de ist das Album exklusiv mit einem Camouflage-Stoffbeutel erhältlich.
Um das Album zu bewerben, veröffentlichte die Band einen Monat vor der Veröffentlichung des Albums Hörbeispiele zu jedem Lied bei SoundCloud. In der Februar-Ausgabe der Musik-Zeitschrift Sonic Seducer war neben einer Geschichte um Camouflage eine CD mit dem Titel Misery erhältlich. Des Weiteren folgten diverse Radio-Interviews wie z. B. für Antenne Brandenburg, Deutschlandradio Kultur, Radio Eins und SWR1.

## Hintergrund

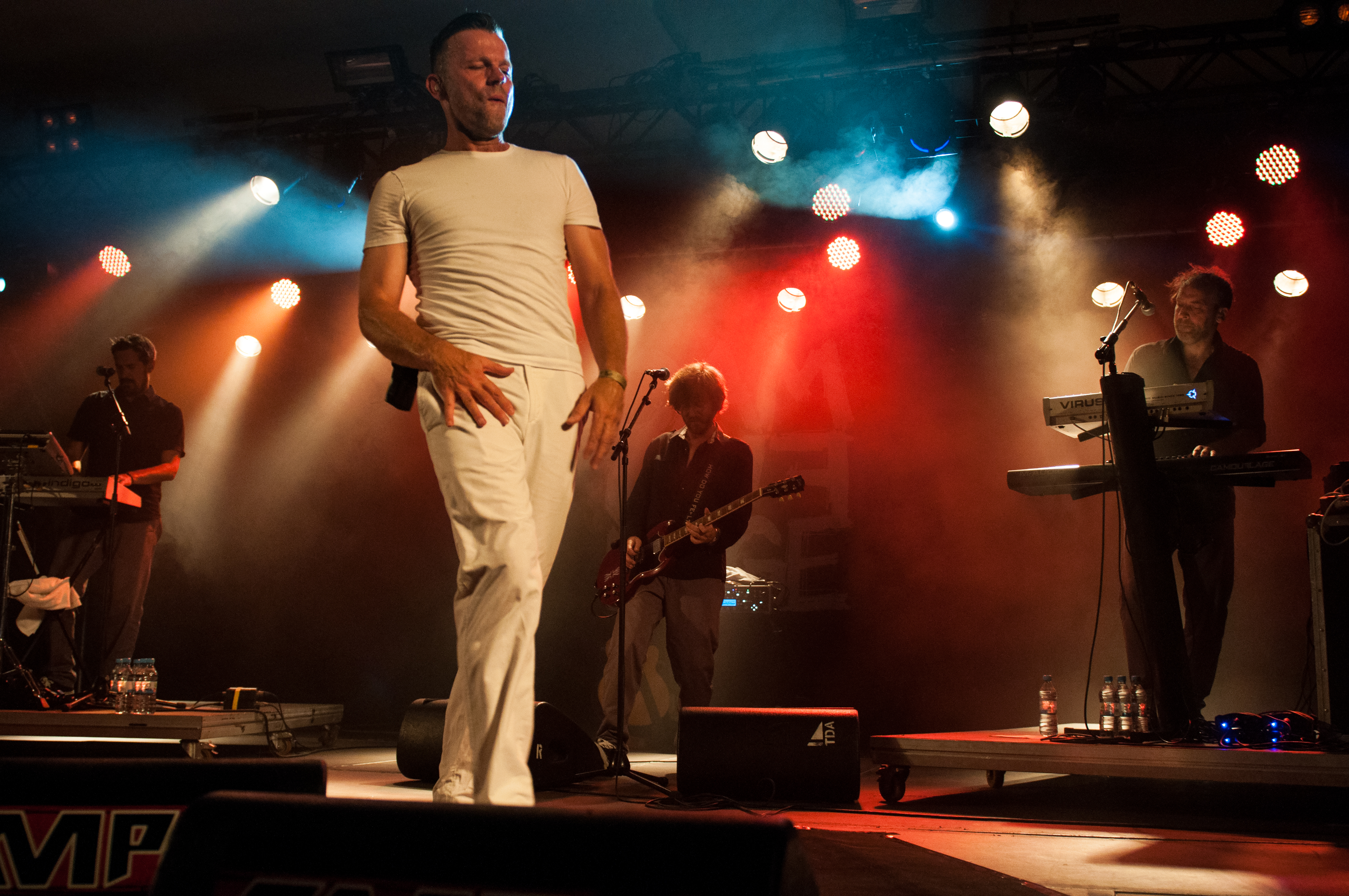
Camouflage live beim Amphi Festival (2014)

Bei Greyscale handelt es sich um das erste Studioalbum nach neun Jahren. Das letzte Studioalbum Relocated erschien am 25. August 2006. Erstmals nach 32 Jahren Bandgeschichte nahmen Camouflage ein Lied zusammen mit einem anderen Künstler auf. Das Lied Count on Me nahmen sie zusammen mit dem Hamburger Sänger und ehemaligen Wolfsheim-Mitglied Peter Heppner auf. Die Idee zur Zusammenarbeit erfolgte bereits ein Jahr zuvor. Camouflage luden Heppner zu ihrem 30-jährigen-Jubiläumskonzert nach Dresden ein. Meyn kündigte dabei Heppner mit den Worten an, dass es für ihn ein Traum sei, mit einem ganz bestimmten Mann Camouflages 80er-Jahre-Hit That Smiling Face zu singen. Bei den Fans kam dieses Duett so gut an, dass ein weiterer gemeinsamer Auftritt beim Amphi Festival 2014 in Köln folgte. Auf die Frage, wann die Fans ein Lied der beiden auf CD hören können, antwortete Heppner auf seiner Facebook-Seite mit den Worten „Wir arbeiten daran“. Das erste Mal wurde am 19. Dezember 2014 bekannt, dass Camouflage und Heppner zusammen das Lied Count on Me für das Album aufgenommen haben. Am 29. März 2015 überraschten Camouflage ihre Fans, als Heppner zu Gast war und sie zusammen im Docks in Hamburg Count on Me sangen.

## Inhalt
Alle Liedtexte sind komplett in englischer Sprache verfasst. Die Musik und der Text wurden gemeinsam von Volker Hinkel, Oliver Kreyssig, Heiko Maile, Marcus Meyn und Jochen Schmalbach verfasst. Musikalisch bewegen sich die Lieder im Bereich des Synthie-Pops. Gesungen werden die Stücke überwiegend vom Camouflage-Frontmann Marcus Meyn und zwei Titel von Oliver Kreyssig, beim Lied Count on Me wird Meyn von Peter Heppner unterstützt. Weiter sind in einigen Stücken im Hintergrund die Stimmen von Heiko Maile, Volker Hinkel, Lina Meyn, Britta Medeiros, Anja Raue, der Singakademie Stuttgart und Leon Taylor zu hören.
| #  | Titel                             | Autor(en)                                                                   | Produzent(en) 1                               | Länge |
| -- | --------------------------------- | --------------------------------------------------------------------------- | --------------------------------------------- | ----- |
| 1  | Shine                             | Volker Hinkel, Oliver Kreyssig, Heiko Maile, Marcus Meyn, Jochen Schmalbach | Volker Hinkel, Heiko Maile, Jochen Schmalbach | 4:32  |
| 2  | Laughing                          | Oliver Kreyssig, Heiko Maile, Marcus Meyn                                   | Heiko Maile                                   | 6:13  |
| 3  | In the Cloud                      | Oliver Kreyssig, Heiko Maile, Marcus Meyn                                   | Heiko Maile                                   | 5:09  |
| 4  | Count on Me (feat. Peter Heppner) | Oliver Kreyssig, Heiko Maile, Marcus Meyn                                   | Heiko Maile                                   | 4:42  |
| 5  | Greyscale                         | Oliver Kreyssig, Heiko Maile, Marcus Meyn                                   | Heiko Maile                                   | 4:23  |
| 6  | Still                             | Oliver Kreyssig, Heiko Maile, Marcus Meyn                                   | Heiko Maile                                   | 4:56  |
| 7  | Misery                            | Volker Hinkel, Oliver Kreyssig, Heiko Maile, Marcus Meyn, Jochen Schmalbach | Volker Hinkel, Heiko Maile, Jochen Schmalbach | 3:55  |
| 8  | Leave Your Room Behind            | Volker Hinkel, Oliver Kreyssig, Heiko Maile, Marcus Meyn                    | Heiko Maile, Volker Hinkel                    | 4:51  |
| 9  | Light Grey                        | Oliver Kreyssig, Heiko Maile, Marcus Meyn                                   | Heiko Maile, Volker Hinkel                    | 1:15  |
| 10 | If …                              | Oliver Kreyssig, Heiko Maile, Marcus Meyn, Jochen Schmalbach                | Jochen Schmalbach                             | 4:52  |
| 11 | End of Words                      | Volker Hinkel, Oliver Kreyssig, Heiko Maile, Marcus Meyn                    | Heiko Maile, Volker Hinkel                    | 5:42  |
| 12 | Dark Grey                         | Volker Hinkel, Oliver Kreyssig, Heiko Maile, Marcus Meyn                    | Heiko Maile, Volker Hinkel                    | 3:06  |
| 13 | I’ll Find                         | Oliver Kreyssig, Heiko Maile, Marcus Meyn                                   | Heiko Maile                                   | 6:11  |

## Singleauskopplungen
Bereits drei Wochen vor der Veröffentlichung des Albums wurde am 20. Februar 2015 vorab die Single Shine ausgekoppelt. Die Maxi-Single beinhaltet neben der Albumversion zwei Remixversionen von Shine als B-Seite. Bereits am 6. Februar 2015 wurde ein offizielles Musikvideo zu Shine veröffentlicht. Ein halbes Jahr später folgte mit Count on Me, dem gemeinsamen Duett mit Peter Heppner, die zweite Singleauskopplung aus dem Album. Ein Charteintritt beider Singles blieb bislang verwehrt.

## Mitwirkende
Albumproduktion
- Deutsches Filmorchester Babelsberg: Streichinstrumente
- Sven Geiger: Mastering
- Peter Heppner: Gesang (Gastsänger bei Count on Me)
- Volker Hinkel: Akustikgitarre, Autor, Begleitgesang (Gesang bei If …), Drone, E-Gitarre, Keyboard, Musikproduzent, Piano, Slide-Gitarre
- Ingo Ito: E-Gitarre
- Torsten Kamps: Flöte
- Oliver Kreyssig: Autor, Begleitgesang, Gesang, Keyboard
- Christian Küpker: Artwork (Cover)
- Heiko Maile: Autor, Begleitgesang, Drone, Gitarre, Musikproduzent, Piano, Schlagzeug, Synthesizer, Vocoder
- Britta Medeiros: Begleitgesang (Gesang bei In the Cliud, Laughing und Still)
- Klaus Mellenthin: Fotograf (Cover)
- Lina Meyn: Begleitgesang (Gesang bei End of Words und If …)
- Marcus Meyn: Autor, Begleitgesang, Gesang, Keyboard
- Anja Raue: Begleitgesang (Gesang bei End of Words)
- Jochen Schmalbach: Autor, Keyboard, Musikproduzent, Piano, Synthesizer
- Singakademie Stuttgart: Begleitgesang (Gesang bei Shine)
- Leon Taylor: Begleitgesang (Gesang bei Shine)

Unternehmen
- Bureau B: Musiklabel

## Rezensionen
Niklas Forsberg von releasemagazine.net lobte Greyscale als „brillantes“ Album und vergab 9/10 Punkten. Er bewertete die erste Singleauskopplung Shine als eines der besten Stücke des Albums. Er lobte den Aufbau von  Laughing, das langsam beginnt und in einen hinreißenden Chor führt und danach wieder langsam endet. Das gemeinsame Duett Count on Me mit Peter Heppner beschrieb er als „atemberaubend“.

## Chartplatzierungen
Greyscale erreichte in Deutschland Position 14 der Albumcharts und konnte sich insgesamt zwei Wochen in den Charts halten. Für Camouflage ist dies bereits der achte Charterfolg in den deutschen Albumcharts. Nach Höchstposition 13 von Methods of Silence erreichten Camouflage mit Greyscale die zweitbeste Notierung in den deutschen Albumcharts.